# 金色小葉齒鯛
金色小葉齒鯛（學名：Microspathodon chrysurus），為輻鰭魚綱雀鯛科小葉齒鯛屬下的一個種，分布於西大西洋美國佛羅里達州南部與百慕達群島、加勒比海到巴西海域，深度0至120公尺，本魚體呈橢圓形而側扁，吻部圓鈍，體被櫛鱗，幼魚深藍色，有透明的尾巴和側面的電藍色斑點，成魚深黃褐色，鱗片邊緣較深，背鰭硬棘12枚、背鰭軟條14-15枚、臀鰭硬棘2枚、臀鰭軟條12-13枚，體長可達21公分，棲息在有洞穴的珊瑚礁，以藻類和小型無脊椎動物為食，繁殖期時成對出現，雄魚會守護卵直到孵化，生活習性不明。

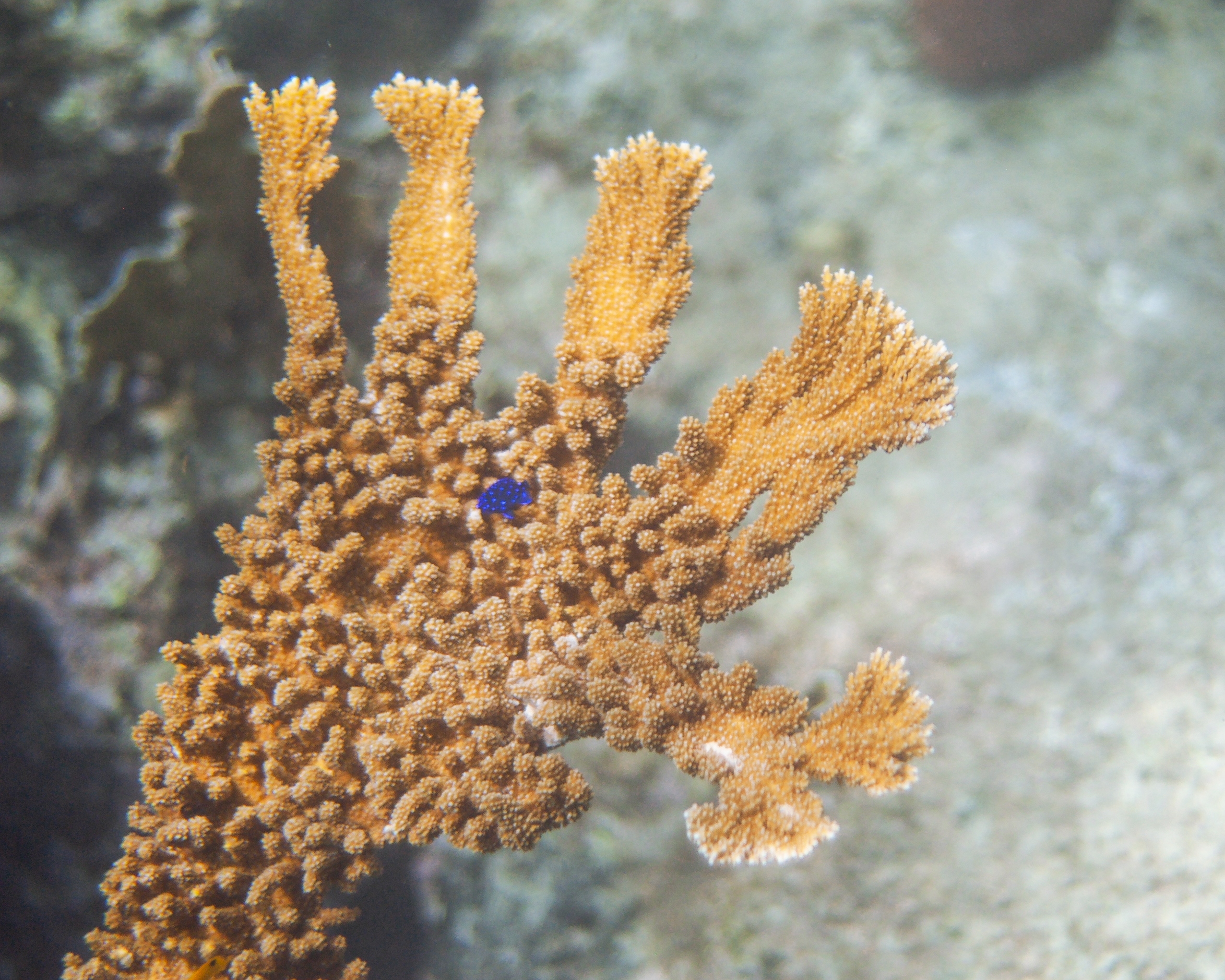
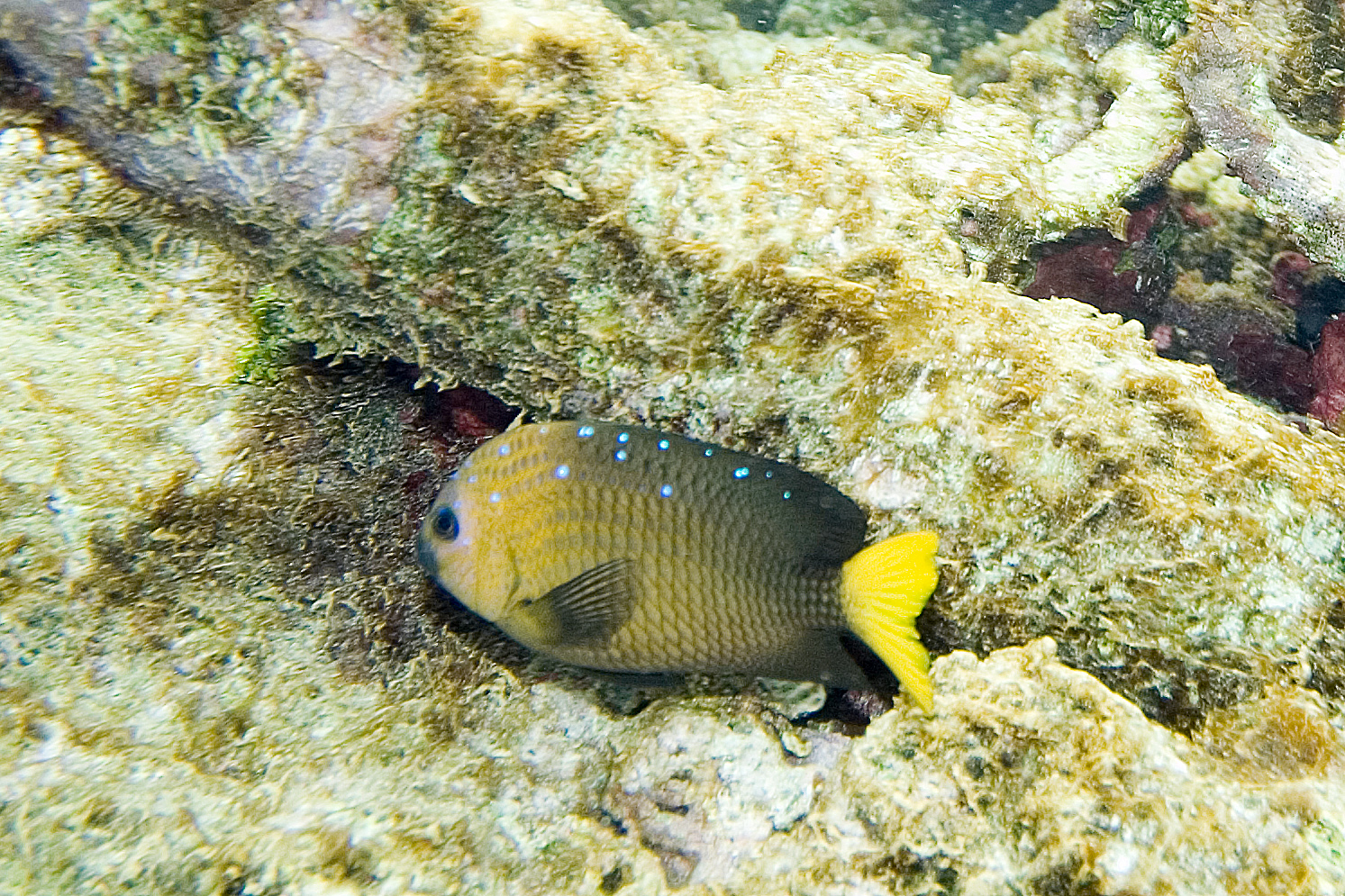
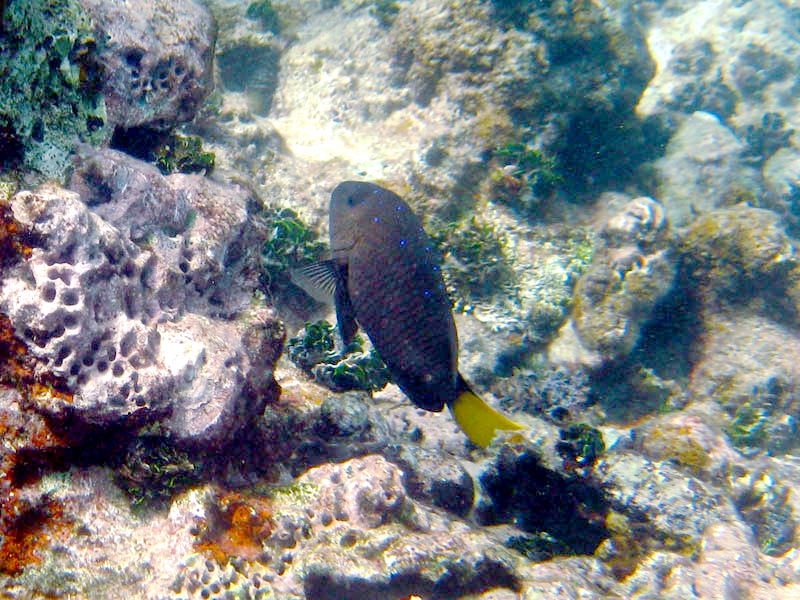
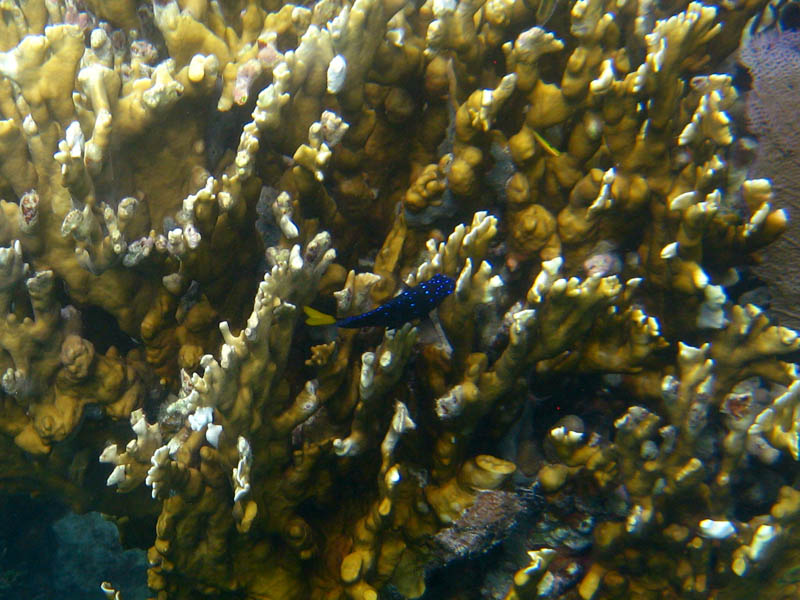
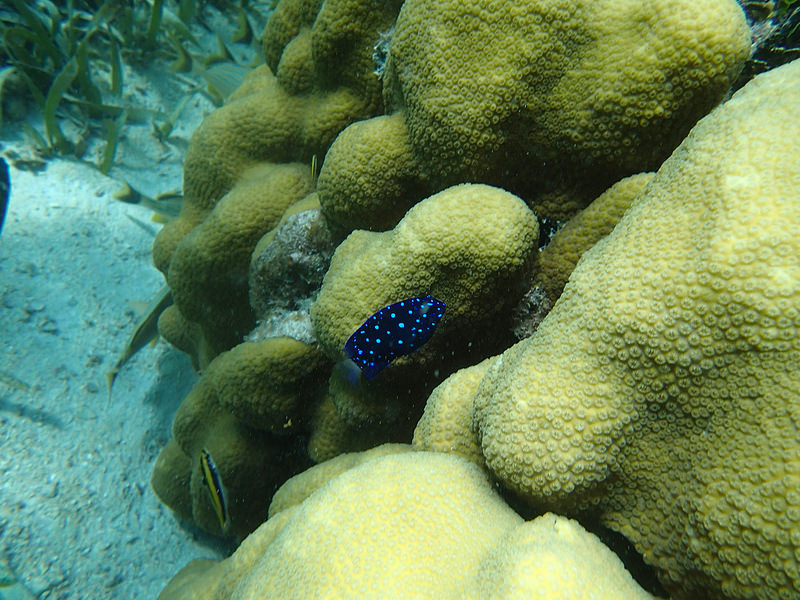